# Shokhoe Motsoai
Shokhoe Motsoai (* 21. Juni 1983) ist ein lesothischer Fußballspieler. In der Qualifikation zur Fußball-Weltmeisterschaft 2006 bestritt er ein Länderspiel. 